# Diệp Quang Thuỷ
Diệp Quang Thủy (27 tháng 11 năm 1932 – 6 tháng 12 năm 2013), nguyên là một tướng lĩnh Hải quân của Quân lực Việt Nam Cộng hoà, Hải hàm Phó Đề đốc, cấp bậc Chuẩn tướng. Ông xuất thân từ những khóa đầu tiên ở Trường Võ bị Liên quân do Chính phủ Quốc gia Việt Nam thành lập trên cơ sở cũ của trường Võ bị Liên quân Viễn đông của Quân đội Pháp để lại, chuyên đào tạo sĩ quan căn bản Bộ binh để phục vụ cho Quân đội Liên hiệp Pháp. Sau đó ông trúng tuyển và chuyển sang Quân chủng Hải quân. Ông đã phục vụ ở đơn vị này cho đến ngày cuối tháng 4 năm 1975.

## Tiểu sử & Binh nghiệp
Ông sinh ngày 27 tháng 11 năm 1932 trong một gia đình điền chủ lớn tại tỉnh Bạc Liêu, miền tây Nam phần Việt Nam. Năm 1950, ông tốt nghiệp Trung học Phổ thông chương trình Pháp tại Cần Thơ với văn bằng Tú tài bán phần (Part I).

### Quân đội Quốc gia Việt Nam
Cuối năm 1951, ông tình nguyện nhập ngũ vào Quân đội Quốc gia, mang số quân: 52/700.008. Theo học khóa 6 Đinh Bộ Lĩnh tại trường Võ bị Liên quân Đà Lạt, khai giảng ngày 1 tháng 10 năm 1951. Ngày 1 tháng 6 năm 1952 mãn khóa tốt nghiệp với cấp bậc Thiếu úy hiện dịch. Ra trường, ông được giữ chức vụ Trung đội trưởng trong một đơn vị bộ binh.
Đến giữa năm 1953, ông thi trúng tuyển vào Quân chủng Hải quân. Theo học khóa 3 trường Sĩ quan Hải quân Nha Trang, khai giảng tháng 7 năm 1953. Tháng 1 năm 1954 mãn khóa với cấp bậc Hải quân Thiếu úy thuộc ngành chỉ huy. Sau đó đi phục vụ và thực tập trên Hạm đội Hải quân Pháp. 1955-1956 ông tốt nghiệp Trường Cao Học Chỉ Huy và Quản Trị Quốc Phòng tại Đại Học Hải Quân Hoa Kỳ Naval Post Graduate School, Monterey, California.

### Quân đội Việt Nam Cộng hòa
Đầu năm 1956, sau một thời gian ngắn từ Quân đội Quốc gia chuyển sang phục vụ cơ cấu mới là Quân đội Việt Nam Cộng hòa, ông được thăng cấp Hải quân Trung úy. Giữa năm 1957, ông được chọn làm sĩ quan Tuỳ viên cho Tổng thống Ngô Đình Diệm.
Đầu năm 1961, ông được thăng cấp Hải quân Đại úy và được chỉ định làm Hạm trưởng Hải vận hạm. Đầu tháng 4 năm 1964, 3 tháng sau cuộc chỉnh lý nội bộ Chính quyền do tướng Nguyễn Khánh cầm đầu, ông được thăng cấp Hải quân Thiếu tá, giữ chức vụ Chỉ huy trưởng Lực lượng Hải tuần.
Ngày Quốc khánh Đệ nhị Cộng hòa 1 tháng 11 năm 1965, ông được thăng cấp Hải quân Trung tá tại nhiệm. Đầu năm 1966, ông chuyển công tác giữ chức vụ Chỉ huy trưởng Đặc khu Rừng Sác. Trung tuần tháng 6 cùng năm, ông được thăng cấp Hải quân Đại tá tại nhiệm và được chuyển về Bộ tư lệnh Hải quân giữ chức Tham mưu trưởng.
Ngày Quốc khánh 1 tháng 11 năm 1972, ông được thăng cấp Chuẩn tướng, Hải hàm Phó Đề đốc tại nhiệm. Tháng 11 năm 1974 ông được bổ nhiệm chức vụ Tư lệnh phó Hải quân (vẫn kiêm chức vụ Tham mưu trưởng Bộ tư lệnh Hải quân) thay thế Đề đốc Thiếu tướng Lâm Ngươn Tánh được bổ nhiệm làm Tư lệnh Quân chủng Hải quân.

## Sau 1975
Đêm ngày 29 tháng 4, ông di tản ra khơi trên Tuần dương hạm HG-601 do Hải quân Đại uý Trần Minh Chánh chỉ huy. Tiếp đến, chuyển qua Tuần dương hạm Trần Nhật Duật HQ-3 do Hải quân Trung tá Nguyễn Kim Triệu làm Hạm trưởng. Sau đó, ông sang định cư tại Houston Texas, San José rồi chuyển qua Oakland, California, Hoa Kỳ.
Ngày 6 tháng 12 năm 2013, ông từ trần tại nơi định cư. Hưởng thọ 81 tuổi.

## Gia đình
- Bào huynh: Diệp Quan Hồng (anh), Diệp Quang Thông (em)
- Bào muội: Diệp Thị Ánh (chị), Diệp Thị Xuân (em), Diệp Thị Hoa (em)
- Phu nhân: Diệp Vo Thị Bot

Ông bà có 6 người con (5 trai, 1 gái):
Diệp Quang Vinh, Diệp Quang Hiển, Diệp Quang Đạt, Diệp Bích Thảo, Diệp Quang Thành, Diệp Quang Thống.